# Haplotmarus plumatilis
Haplotmarus plumatilis är en spindelart som beskrevs av Simon 1909. Haplotmarus plumatilis ingår i släktet Haplotmarus och familjen krabbspindlar.
Artens utbredningsområde är Vietnam. Inga underarter finns listade i Catalogue of Life.